# Salute to the Band Box
Salute to the Band Box est un album de jazz du saxophoniste belge Jacques Pelzer sorti en 1993.

## Historique

### Contexte
Jacques Pelzer explique dans le livret du CD : « Je tenais spécialement à rendre hommage à deux musiciens compositeurs géniaux des années "bop" 50-60: Gigi Gryce et Tadd Dameron. Leur fraîcheur, leur lyrisme et leur raffinement harmonique m’ont toujours séduit. C’était la grande époque du jazz be-bop, qui reste à jamais gravée dans nos cœurs »,.

### Enregistrement
L'album Salute to the Band Box est enregistré en juin au Studio Madeleine à Bruxelles en Belgique par l'ingénieur du son Daniel Léon,.
Le mixage est effectué par Daniel Léon au Studio Igloo,.

### Publication
L'album sort le 1er septembre 1993 en compact disc sous la référence IGL 106 sur le label belge Igloo Records, dont Daniel Léon fut le cofondateur avec Daniel Sotiaux en 1978.
Le graphisme de l'album est l'œuvre de l'agence Sign', tandis que la photographie est d'André Goldberg,.

## Accueil critique
Le site AllMusic attribue 4 étoiles à l'album Salute to the Band Box.

## Liste des morceaux
| 1.    | Salute to the Band Box         | Gigi Gryce                    | 5:48 |
| 2.    | Quick Step                     | Gigi Gryce                    | 4:46 |
| 3.    | Theme for Ernie                | Fred Lacey                    | 6:16 |
| 4.    | I Didn't Know What Time It Was | Lorenz Hart / Richard Rodgers | 5:47 |
| 5.    | Consultation                   | Gigi Gryce                    | 3:51 |
| 6.    | Social Call                    | Gigi Gryce                    | 6:29 |
| 7.    | Speak Low                      | Kurt Weill                    | 6:08 |
| 8.    | Gnid                           | Tadd Dameron                  | 5:29 |
| 9.    | Soul Trane                     | Tadd Dameron                  | 7:17 |
| 10.   | Deltitnu                       | Gigi Gryce                    | 4:49 |
| 11.   | Love Vibrations                | Horace Silver                 | 6:33 |
| 12.   | Minority                       | Gigi Gryce                    | 5:00 |
| 68:13 |                                |                               |      |

## Musiciens
- Jacques Pelzer : saxophone alto, flûte
- Philip Catherine : guitare
- Philippe Aerts : contrebasse
- Bruno Castellucci : batterie